# The Golden Cream of the Country
Albums de Jerry Lee Lewis
Rockin' Rhythm and Blues
(1969) She Even Woke Me Up to Say Goodbye
(1970)
The Golden Cream of the Country est un album de Jerry Lee Lewis, enregistré sous le label Sun Records et sorti en 1970.

## Liste des chansons
1. Invitation to Your Party (Bill Price)
2. Jambalaya (On the Bayou) (Hank Williams)
3. Rambling Rose (Wilkin/Burch)
4. Cold, Cold Heart (Williams)
5. As Long as I Live (en) (Arlen/Koehler)
6. Seasons of My Heart (en) (avec Linda Gail Lewis) (George Jones/Darrell Edwards)
7. One Minute Past Eternity (Taylor/Kesler)
8. I Can't Trust Me in Your Arms Anymore (McAlpin/Certain)
9. Frankie and Johnny (Traditionnel)
10. Home (Roger Miller)
11. How's My Ex Treating You (Vic McAplin)

## Source de la traduction
- (en) Cet article est partiellement ou en totalité issu de l’article de Wikipédia en anglais intitulé « The Golden Cream of the Country » (voir la liste des auteurs).